# کمیز
کمیز، روستایی است از توابع بخش مرکزی شهرستان داورزن استان خراسان رضوی ایران.
جاذبه گردشگری=سد خاکی ، اصحاب کهف ، دلبر ، 
باغستان و آتش آباد(در زبان محلی اِتشُبا)

## جمعیت
این روستا در دهستان کاه قرار داشته و بر اساس سرشماری سال ۱۳۸۵ جمعیت آن ۷۸۷ نفر (۲۳۳ خانوار)
بوده‌است.